# Statocysta

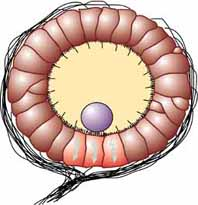
statocysta

Statocysta (též rovnovážné ústrojí, v podstatě také georeceptor) je smyslový orgán, který informuje tělo o jeho poloze. U člověka podobnou funkci plní vestibulární aparát, skládající se z tří polokruhovitých kanálků, vejčitého a kulovitého váčku.

## Obecná stavba
Statocysty jsou samozřejmě velmi rozličně stavěné, ale často jsou to duté váčky, které mají na vnitřní straně epitel s četnými brvami, které jsou citlivé na tlak. Obvykle tato dutina obsahuje určitý typ anorganické látky (statolit), která gravitací klesá směrem dolů a dráždí stěnu váčku podle toho, jak je tělo v prostoru orientováno. Pozoruhodnou výjimkou je případ, kdy místo statolitu ve statocystě plave vzduchová bublina, případně kapka melaninu. Tyto předměty jsou totiž lehčí než voda a tak dráždí statocystu opačným směrem (proti gravitaci).